# Lijst van voetbalinterlands Azerbeidzjan - Moldavië (vrouwen)
Deze lijst van voetbalinterlands is een overzicht van alle officiële voetbalinterlands tussen de nationale vrouwenteams van Azerbeidzjan en Moldavië. De landen hebben tot nu toe twee keer tegen elkaar gespeeld.

## Wedstrijden
| № | Plaats   | Datum            | Competitie           | Wedstrijd               | Uitslag |
| - | -------- | ---------------- | -------------------- | ----------------------- | ------- |
| 1 | Chisinau | 10 november 2019 | EK 2022 kwalificatie | Moldavië − Azerbeidzjan | 3 − 1   |
| 2 | Bakoe    | 23 februari 2021 | EK 2022 kwalificatie | Azerbeidzjan − Moldavië | 1 − 0   |

## Samenvatting
| Competitie      | Totaal gespeeld | Winst Azerbeidzjan | Gelijk | Winst Moldavië | Doelsaldo Azerbeidzjan – Moldavië |
| --------------- | --------------- | ------------------ | ------ | -------------- | --------------------------------- |
| EK-kwalificatie | 2               | 1                  | 0      | 1              | 2 − 3                             |
| Totaal          | 2               | 1                  | 0      | 1              | 2 − 3                             |